# 国際常温核融合会議
国際常温核融合会議（こくさいじょうおんかくゆうごうかいぎ : International Conference on Cold Fusion）は、常温核融合分野の国際的な会議である。一般的には、ICCF（アイ・シー・シー・エフ）の呼称で呼ばれている。国際常温核融合会議は、英国に本拠地を置く国際常温核融合学会（ISCMNS : The International Society for Condensed Matter Nuclear Science）によって運営されている。
開催地は、ヨーロッパ、アメリカ、アジア内の国で持ち回りとされている。第1回の学会は、1989年にアメリカのニューメキシコ州、サンタフェで開催された。
1992年の学会は、「常温核融合に否定的な人々を納得させるターニングポイントになるか。」と騒がれた。
また、2012年8月に韓国のデジュンで開催された第17回 国際常温核融合会議（ICCF-17）では、フランチェスコ・チェラニ（イタリア）による、公開実験が行われ、開催期間中の5日間連続で平均20ワットの出力を公開し欧米のメディアに取り上げられた。
さらに、第20回 国際常温核融合会議(ICCF-20)は、2016年10月に日本の東北大学（仙台市）において開催されることが、第19回 国際常温核融合会議(ICCF-19)で決定された。 

## 過去の開催地
| 学会名  | 年                 | 主催者                                               | 開催地                                                  | 脚注          |
| ------- | ------------------ | ---------------------------------------------------- | ------------------------------------------------------- | ------------- |
| ICCF-1  | (1989年)           | ナショナル・コールドフュージョン・インスティチュート | アメリカ、ニューメキシコ州、サンタフェ                  | [ 6 ]         |
| ICCF-2  | (1991年)           |                                                      | イタリア, コモ                                          | [ 6 ]         |
| ICCF-3  | (1992年)           |                                                      | 日本, 名古屋                                            | [ 7 ]         |
| ICCF-4  | (1993年)           | アメリカ核学会により、学会の模様が出版された         | アメリカ、ハワイ州、マウイ                              | [ 9 ]         |
| ICCF-5  | (1995年)           |                                                      | モナコ、モンテカルロ                                    | [ 10 ]        |
| ICCF-6  | (1996年)           |                                                      | 日本, 北海道                                            | [ 11 ]        |
| ICCF-7  | (1998年)           |                                                      | カナダ, バンクーバー                                    | [ 12 ]        |
| ICCF-8  | (2000年)           | イタリア物理学会                                     | イタリア、ラ・スペーシア, レリチ                        | [ 13 ]        |
| ICCF-9  | (2002年)           | 清華大学 **                                          | 中国, 北京                                              | [ 14 ]        |
| ICCF-10 | (2003年)           | マサチューセッツ工科大学（MIT)                       | アメリカ、マサチューセッツ州、ケンブリッジ              | [ 15 ]        |
| ICCF-11 | (2004年)           |                                                      | フランス, マルセイユ                                    | [ 16 ]        |
| ICCF-12 | (2005年)           | 日本常温核融合学会 (JCF)                             | 日本, 横浜                                              | [ 15 ]        |
| ICCF-13 | (2007年)           |                                                      | ロシア, ソチ                                            | [ 17 ]        |
| ICCF-14 | (2008年)           |                                                      | アメリカ、ワシントンD.C.                                | [ 18 ]        |
| ICCF-15 | (2009年)           | ENEA (イタリア)**                                    | イタリア, ローマ                                        | [ 19 ]        |
| ICCF-16 | (2011年)           | インド物理学会(IPA)、インド核学会(INS)               | インド, チェンナイ                                      | [ 20 ]        |
| ICCF-17 | (2012年)           | KAIST **                                             | 韓国, 大田                                              | [ 21 ]        |
| ICCF-18 | (2013年)           | ミズーリ大学、パーデュー大学 **                      | アメリカ、ミズーリ州、コロンビア                        | [ 22 ]        |
| ICCF-19 | (2015年)           | TSEM** (イタリア)                                    | イタリア、パドバ                                        | [ 23 ] [ 24 ] |
| ICCF-20 | (2016年)           | 東北大学**                                           | 日本, 仙台市                                            | [ 25 ]        |
| ICCF-21 | (2018年6月3-8日)   |                                                      | アメリカ、コロラド州コートコリンズ                      |               |
| ICCF-22 | (2019年9月8-13日)  |                                                      | イタリア、アッシジ                                      |               |
| ICCF-23 | (2021年6月9-11日)  |                                                      | 中国、福建省                                            |               |
| ICCF-24 | (2022年7月25-28日) |                                                      | バーチャル + アメリカ、カリフォルニア州マウンテンビュー |               |

** これらの主催者は、学会の公式スポンサー。

## 日本人の発表者
日本からは高橋亮人（テクノバ、大阪大学 名誉教授）、水野忠彦（現在・水素技術応用開発株式会社、元・北海道大学 助教授））、荒田吉明（大阪大学 名誉教授）、岩村康弘（現在・東北大学 特任教授、元・三菱重工）、笠木治郎太（東北大学 名誉教授）、北村晃（テクノバ、神戸大学 教授）、日置辰視（豊田中央研究所）らが学会において発表を行ったことがある。

## 国際常温核融合学会賞
国際常温核融合会議において、国際常温核融合学会賞の受賞者の発表とメダルの授与が行われている。国際常温核融合学会賞は、1993年にイタリアの自動車メーカーのフィアットにより常温核融合の研究の促進と実用化の支援を目的として、常温核融合分野での研究の進展に貢献の高い研究者に送られる国際的な賞として設立された。日本からは、1995年に、高橋亮人（大阪大学 名誉教授）が、2004年に水野忠彦（当時・北海道大学、現在・水素技術応用開発株式会社）と岩村康弘（当時・三菱重工、現在・東北大学特任教授）が、その後、2005年に荒田吉明（大阪大学 名誉教授）が、2006年に北村晃（神戸大学 教授）が受賞している。